# ГЕС Özlüce
ГЕС Özlüce — гідроелектростанція на південному сході Туреччини. Знаходячись між ГЕС Yedisu (23 МВт, вище по течії) та ГЕС Пембелік, входить до складу каскаду на річці Peri Suyu Çayı, лівій притоці Мунзур-Чай, яка в свою чергу є правою притокою Мурату (лівий витік Євфрату).
У межах проекту річку перекрили кам'яно-накидною греблею з глиняним ядром висотою 155 метрів (від фундаменту, висота від дна річки — 130 метрів) та довжиною 500 метрів, яка потребувала 15 млн м3 матеріалу (крім того, в процесі будівництва комплексу здійснили екскавацію 51,6 млн м3 породи та використали 0,55 млн м3 бетону). На час будівництва воду відвели за допомогою двох тунелів довжиною 0,85 км та 0,9 км з діаметрами по 8,5 метра. Гребля утримує водосховище з площею поверхні 25,7 км2 та об'ємом 1082 млн м3 (корисний об'єм 690 млн м3), в якому припустиме коливання рівня у операційному режимі між позначками 1105 та 1141 метрів НРМ.
Зі сховища через тунель довжиною 0,5 км з діаметром від 6 до 7,5 метра вода подається у пригреблевий машинний зал. Тут встановили чотири турбіни типу Френсіс загальною потужністю 160 МВт, які при напорі у 113 метрів повинні забезпечувати виробництво 413 млн кВт-год електроенергії на рік.
Видача продукції відбувається по ЛЕП, розрахованій на роботу під напругою 154 кВ.